# SECRET GUYZ
SECRET GUYZ（シークレットガイズ）は、日本の音楽グループ、ミュージシャン。スターダストプロモーション制作1部に所属していた。日本初FtM（元女性）ユニットで、全員が「オネエ」の逆転バージョン、女性から男性の『オニイ』というトランスジェンダーグループ。LGBTの理解をもっと世間に広めるべく、新時代アイドルとして活動していた。キャッチフレーズは「スターダストのレインボーアイドル
」。

## メンバー
- 吉原シュート（よしはらシュート、1985年9月30日 - ）
静岡県出身。血液型A型。イメージカラーは   ローズレッド。裸の王子様担当。
- 諭吉（ゆきち、1984年8月18日 - ）
大阪府出身。血液型O型。イメージカラーは   レモンシフォン[2]。キャワイイ担当。
- タイキ

SECRET GUYZの解散をもって芸能界を引退。
イメージカラーは    スカイブルー。ヤンチャ担当。

## 来歴
- 2012年にダンス&ボーカルユニットとして結成。
- 2013年7月10日にシングル「HUG×HUG」でCDデビューする。
- 2018年1月12日に解散を発表する[3]。
- 2018年2月12日にaube shibuyaにてラストライブ「SECRET GUYZ presents ONEMAN LIVE 2018 “6209”」 ならびに「SECRET GUYZ Presents “FINAL DISTANCE”」 を開催し解散・完結。メンバーのタイキも芸能界を引退した。

## ディスコグラフィ

### シングル
| 通番 | タイトル                                                   | 発売日         | オリコン 最高位               | 収録曲 | 動画 | 規格品番                      | 初動売上 |
| ---- | ---------------------------------------------------------- | -------------- | ----------------------------- | --- | ---- | ----------------------------- | -------- |
| 1    | HUG×HUG                                                    | 2013年7月10日  | -                             | HUG×HUG ラメラメラ★薔薇                                                                                                 | MV   | SDMC-0108                     | -        |
| 2    | My Monster Lovely                                          | 2014年11月19日 | デイリー27位                  | My Monster Lovely 頑張るじぇ！！！                                                                                      | MV   | SDMC-0177                     | -        |
| 3    | スーハーマン。。                                           | 2015年4月22日  | デイリー11位 ウィークリー21位 | スーハーマン。。 ジェントルメン                                                                                         | MV   | ZXRC-1005                     | -        |
| 4    | SKY MARCH                                                  | 2015年10月7日  | デイリー8位 ウィークリー11位  | SKY MARCH ハッピー♡厨毒 Mr.Lady〜Le Salone Ebiz 803〜                                                                   | MV   | ZXRC-1034 ZXRC-1035           | -        |
| 5    | 私のカレーは世界一                                         | 2016年5月18日  | デイリー6位 ウィークリー7位   | 私のカレーは世界一 私の彼は日本一 ジェンダーツイスト きみと星の王子さま                                                 | MV   | ZXRC-1066 ZXRC-1067 ZXRC-1068 | -        |
| 6    | OH,MY GiRL！？～夏をあきらめて。冷やし中華終わりました。～ | 2016年11月30日 | デイリー4位 ウィークリー12位  | OH,MY GiRL！？～夏をあきらめて。冷やし中華終わりました。～ 青天のヘキレキ！ I sell you ジャッヂメントタイム（審判の時） | MV   | ZXRC-1089 ZXRC-1090 ZXRC-1091 | -        |
| 7    | 悩めるヒーロー                                             | 2017年5月17日  | デイリー6位 ウィークリー9位   | 悩めるヒーロー カラフルマップ ARIGATO We are SGZ～イケイケ GO×2!!!!                                                     | MV   | ZXRC-1104 ZXRC-1105 ZXRC-1106 | -        |
| 8    | TRANS MAGICIAN                                             | 2017年11月8日  | デイリー- ウィークリー18位    | TRANS MAGICIAN ∞～My future～ 吠えろ！E☆O！ 壱・弐・秘密的男人体操（イーアールシークレットタイソウ）                    | [-]  | ZXRC-1123 ZXRC-1124 ZXRC-1125 | -        |

## タイアップ
| 曲名                                                       | タイアップ                                                                                  |
| ---------------------------------------------------------- | ------------------------------------------------------------------------------------------- |
| 私のカレーは世界一                                         | テレビ東京『ヨソで言わんとい亭～ココだけの話が聞ける㊙料亭～』2016年5月度エンディングテーマ |
| OH,MY GiRL！？～夏をあきらめて。冷やし中華終わりました。～ | テレビ朝日『musicるTV』2016年12月度エンディングテーマ                                       |
| 悩めるヒーロー                                             | TBS系『トミカハイパーレスキュー ドライブヘッド 機動救急警察』エンディング・テーマ 他        |
| TRANS MAGICIAN                                             | テレビ東京『主治医が見つかる診療所』2017年10月度エンディングテーマ                          |

## 出演

### 舞台
- 男おいらん（2014年3月・5月、笹塚ファクトリー ほか）
- 『劇☆男 キリトリ4』（アフタートークのみ）（2014年11月15日、千本桜ホール）
- 東京国際レズビアン＆ゲイ映画祭・春の名作劇場トークイベント『ミスターエンジェル：アフタートーク』(2015年04月29日、東京ウィメンズプラザ)
- 『舞台：ぱんきす！3次元ファンミーティング』ビリビリAKIBA（2015年07月19日、秋葉原ラジオ会館9F）
- 舞台：ぱんきす！3次元（2015年08月、新宿アルタスタジオ）
- 芸劇＋トーク 朗読「東京」（2016年2月、東京芸術劇場 シアターイースト）

### テレビ番組
- 「SECRET GUYZ主演連続ミニドラマ『弱い男』」（2014年12月8日 - 2015年3月9日、BS11）
- 恵比寿ケチャッピュ（2013年4月8日 - 9月9日、TOKYO MX）
- サタデージネット「ホワッツニュー！」(2016年1月 - 2月、テレビ埼玉)
- 『魁！音楽番付EIGHT』 (フジテレビ)
- 『未来ロケット』(フジテレビ)
- 『オンナの解決区』(BSジャパン)
- 『ミュージックロード』(BS11)
- 『スクール革命』(日本テレビ)
- 『バイキング』(フジテレビ)
- 「オトナヘノベル ココロトカラダが違ったら？～性同一性障害～」(NHK Eテレ)

### ラジオ
- 『ヨコハマ・ラジアンヌスタイル』(2013年08月14日 ラジオ日本)
- 『FMヨコハマ』(2013年08月24日 FM yokohama)
- 『オトメヂカラ』(2014年04月24日 文化放送A＆Gラジオ)
- 『SECRET GUYZのshort Night（しょーもナイト）』※公開生放送(2015年07月02日～2016年10月06日 下北ＦＭ88.8MHz)
- 「BOYS AND MEN 栄第七学園男組」(2015年08月10日 CBCラジオ)
- 「i Meet Up!」(2015年10月25日 NACK5)
- 『下北FM in アキバ支局！』(2016年01月08日 下北ＦＭ88.8MHz)
- 『FANTASY RADIO』(2016年01月08日 FM NACK5)
- 『E-ne!～good for you～』(2016年02月19日 FM yokohama)
- 『吉田照美 飛べ！サルバドール』(2016年02月22日 文化放送)
- 『レコメン！』※ケータイDJとして出演(2016年02月24日 文化放送)
- 「i Meet Up!」(2016年02月28日 NACK5)
- 「RIKOmaniaの今夜も渋谷で待ち合わせ」(2016年03月24日 ソラトニワFM)
- 「ヨコハマ・ラジアンヌスタイル」(2016年05月19日 ラジオ日本)
- 「PrizmaX presents “EBi-Dunk!!”」(2016年05月19日・2016年11月17日 FM-FUJI)
- 「もしかして どぶろっくだけど！？♯68」(2016年07月16日 山口放送)
- 「桜 稲垣早希のアニメ・アイドルスタジオ」※コメント出演 (2016年11月23日 MBSラジオ（大阪・毎日放送）)
- 「DJ Tomoaki’s Radio Show!」※公開生放送 (2016年11月24日 下北ＦＭ88.8MHz)
- 「NORRI's KITCHEN」(2017年04月17日 Radio NEO)
- 「You Gott @power」(2017年04月17日 FM愛知)
- 「Daily! Cafe」(2017年04月24日 fmいずみ)
- 「No Idea」(2017年04月24日 東海ラジオ)
- 「ナガオカ×スクランブル」(2017年04月25日 CBCラジオ)
- 「下埜正太のショータイムレディオ」(2017年05月19日 ABCラジオ)

### 配信番組
- アメーバスタジオプレミアム放送
- アメーバスタジオ「恵比寿マヨネージョ」
- アメーバスタジオ「古坂大魔王のカツアゲ」(2015年04月07日)
- ネットTVムーパル『ひびこのLOVEチャンネル』 (2014年09月11日)
- WALLOP放送局『なまむぎなまごめなまマナト』(2014年06月21日・2014年09月20日)
- WALLOP放送局「SECRET GUYZのホルモンタンク」(2015年04月13日～2016年02月15日)
- ニコニコ動画『イケヤバTV』
- ニコニコチャンネル 『キャラぺろ』
- ニコニコチャンネル 『まるまる推し』
- ニコニコ生放送『全力！ネットユーザーつくり場』
- ニコニコ生放送『だんぜん!!LIVE』
- LINE LIVE「さしめしびと」捜索隊！～芸能人とテレ東で「さしめし」～
- LINE LIVE「SECRET GUYZのぬけがけ男塾」

### 雑誌記事
- PATi★PATi (2013年07月09日)
- Zipper (2013年08月23日)
- Garcon girls (2013年10月15日)
- 本当にあった笑える話 2月号 (2013年12月28日)
- 本当にあった笑える話 3月号 (2014年01月30日)
- 週刊女性 (2014年08月05日)
- YOUPAPERミュージックvol.30（2016年11月発行）
- 月刊 TVnavi 6月号 「イケメンがなきゃ生きていけない！」 (2017年4月24日)

## ライブ・イベント

### CDリリースイベント
| 2nd Single「My Monster Lovely」発売記念フリーライブツアー＆イベント | 2nd Single「My Monster Lovely」発売記念フリーライブツアー＆イベント | 2nd Single「My Monster Lovely」発売記念フリーライブツアー＆イベント | 2nd Single「My Monster Lovely」発売記念フリーライブツアー＆イベント |
| 公演日                                                              | 会場                                                                | 備考                                                                |                                                                     |
| 2014年                                                              | 2014年                                                              | 2014年                                                              |                                                                     |
| ------------------------------------------------------------------- | ------------------------------------------------------------------- | ------------------------------------------------------------------- | ------------------------------------------------------------------- |
| 10月04日                                                            | コクーンさいたま新都心                                              | 『SECRET GUYZ loves WAZZ UP ツアー』                                |                                                                     |
| 10月12日                                                            | ららぽーと新三郷                                                    | 『SECRET GUYZ loves WAZZ UP ツアー』                                |                                                                     |
| 10月18日                                                            | ヨドバシ吉祥寺                                                      | 『SECRET GUYZ loves WAZZ UP ツアー』                                |                                                                     |
| 10月19日                                                            | タワーレコード錦糸町                                                | 『SECRET GUYZ loves WAZZ UP ツアー』                                |                                                                     |
| 10月25日                                                            | ナカノバ（中野）1.2部・LUCY（新中野）3部                            | 『トークイベント』                                                  |                                                                     |
| 10月26日                                                            | スタジオマイレッスン（新宿御苑）1.2.3部                             | 『トークイベント：振付マスター！』                                  |                                                                     |
| 11月01日                                                            | 吉祥寺サーカスカフェ 1.2部・ナカノバ（中野）3部                     | 『トークイベント：中央線祭り』                                      |                                                                     |
| 11月02日                                                            | アリオ川口                                                          | 『SECRET GUYZ loves WAZZ UP ツアー』                                |                                                                     |
| 11月03日                                                            | Salon O（永福町）1.2.3部                                            | 『トークイベント：氷河期系アイドル～陽の当たらない場所で～』        |                                                                     |
| 11月08日                                                            | 府中フォーリス                                                      | 『SECRET GUYZ loves WAZZ UP ツアー』                                |                                                                     |
| 11月16日                                                            | せじけんスタジオ（幡ヶ谷）1.2.3部                                   | 『トークイベント：晩秋の飽食祭り』                                  |                                                                     |
| 11月22日                                                            | さくら①（原宿）1.2.3部                                              | 『トークイベント：冬将軍さくら』                                    |                                                                     |
| 11月23日                                                            | ソラハウス（渋谷）                                                  | 『アフタートークイベント：冬のソラを見つめて』                      |                                                                     |
| 11月24日                                                            | 大宮アルシェ                                                        | 『SECRET GUYZ loves WAZZ UP ツアー』                                |                                                                     |
| 11月29日                                                            | アリオ上尾                                                          | 『SECRET GUYZ loves WAZZ UP ツアー』                                |                                                                     |
| 12月13日                                                            | 山野楽器 新浦安店 MONA                                              | 『SECRET GUYZ loves WAZZ UP ツアー』                                |                                                                     |
| 12月14日                                                            | イオンモール北戸田                                                  | 『SECRET GUYZ loves WAZZ UP ツアー』                                |                                                                     |

| 3rd Single「スーハーマン。。」発売記念フリーライブツアー＆イベント | 3rd Single「スーハーマン。。」発売記念フリーライブツアー＆イベント | 3rd Single「スーハーマン。。」発売記念フリーライブツアー＆イベント | 3rd Single「スーハーマン。。」発売記念フリーライブツアー＆イベント |
| 公演日                                                             | 会場                                                               | 備考                                                               |                                                                    |
| 2015年                                                             | 2015年                                                             | 2015年                                                             |                                                                    |
| ------------------------------------------------------------------ | ------------------------------------------------------------------ | ------------------------------------------------------------------ | ------------------------------------------------------------------ |
| 03月01日                                                           | コクーンさいたま新都心                                             | 『開花戦線～SECRET GUYZ の漢道～』                                 |                                                                    |
| 03月07日                                                           | 大宮アルシェ                                                       | 『開花戦線～SECRET GUYZ の漢道～』                                 |                                                                    |
| 03月08日                                                           | Salon O（永福町）1.2.部                                            | 『トークイベント：3rd発売記念＠開花戦線～SECRET GUYZ の漢道～』    |                                                                    |
| 03月15日                                                           | イオンモール八千代緑が丘                                           | 『開花戦線～SECRET GUYZ の漢道～』                                 |                                                                    |
| 03月21日                                                           | イオンモール北戸田                                                 | 『開花戦線～SECRET GUYZ の漢道～』                                 |                                                                    |
| 03月22日                                                           | The Sad Cafe STUD 1.2.部                                           | 『トークイベント：3rd発売記念＠開花戦線～SECRET GUYZ の漢道～』    |                                                                    |
| 03月27日                                                           | さくら（中目黒）1.2.部                                             | 『トークイベント：3rd発売記念＠開花戦線～SECRET GUYZ の漢道～』    |                                                                    |
| 03月28日                                                           | イオンタウンおゆみ野                                               | 『開花戦線～SECRET GUYZ の漢道～』                                 |                                                                    |
| 03月29日                                                           | ユアエルム八千代台                                                 | 『開花戦線～SECRET GUYZ の漢道～』                                 |                                                                    |
| 04月04日                                                           | けやきウォーク前橋                                                 | 『開花戦線～SECRET GUYZ の漢道～』                                 |                                                                    |
| 04月05日                                                           | ららぽーと新三郷                                                   | 『開花戦線～SECRET GUYZ の漢道～』                                 |                                                                    |
| 04月11日                                                           | アリオ上尾                                                         | 『開花戦線～SECRET GUYZ の漢道～』                                 |                                                                    |
| 04月12日                                                           | イオンモール東久留米                                               | 『開花戦線～SECRET GUYZ の漢道～』                                 |                                                                    |
| 04月18日                                                           | アリオ川口                                                         | 『開花戦線～SECRET GUYZ の漢道～』                                 |                                                                    |
| 04月22日                                                           | SHIBAURA HOUSE                                                     | 『トークイベント：3rd発売記念＠開花戦線～SECRET GUYZ の漢道～』    |                                                                    |
| 04月26日                                                           | テラスモール湘南                                                   | 『開花戦線～SECRET GUYZ の漢道～』                                 |                                                                    |

| 4th Single「SKY MARCH」発売記念フリーライブツアー＆イベント | 4th Single「SKY MARCH」発売記念フリーライブツアー＆イベント | 4th Single「SKY MARCH」発売記念フリーライブツアー＆イベント                                         | 4th Single「SKY MARCH」発売記念フリーライブツアー＆イベント |
| 公演日                                                      | 会場                                                        | 備考                                                                                                |                                                             |
| 2015年                                                      | 2015年                                                      | 2015年                                                                                              |                                                             |
| ----------------------------------------------------------- | ----------------------------------------------------------- | --------------------------------------------------------------------------------------------------- | ----------------------------------------------------------- |
| 08月01日                                                    | 大宮アルシェ                                                | 『掴めNo.1！～輝けレインボースター～』                                                              |                                                             |
| 08月02日                                                    | ららぽーと富士見                                            | 『掴めNo.1！～輝けレインボースター～』                                                              |                                                             |
| 08月08日                                                    | 小田原ダイナシティ                                          | 『掴めNo.1！～輝けレインボースター～』                                                              |                                                             |
| 08月15日                                                    | イオン本牧                                                  | 『掴めNo.1！～輝けレインボースター～』                                                              |                                                             |
| 08月22日                                                    | イオンモール北戸田                                          | 『掴めNo.1！～輝けレインボースター～』                                                              |                                                             |
| 08月23日                                                    | イオンモール佐野新都心                                      | 『掴めNo.1！～輝けレインボースター～』                                                              |                                                             |
| 09月05日                                                    | イオン相模原                                                | 『掴めNo.1！～輝けレインボースター～』                                                              |                                                             |
| 09月06日                                                    | ららぽーと富士見                                            | 『掴めNo.1！～輝けレインボースター～』                                                              |                                                             |
| 09月12日                                                    | アリオ上尾                                                  | 『掴めNo.1！～輝けレインボースター～』                                                              |                                                             |
| 09月13日                                                    | ららぽーと新三郷                                            | 『掴めNo.1！～輝けレインボースター～』                                                              |                                                             |
| 09月20日                                                    | モリタウン昭島                                              | 『掴めNo.1！～輝けレインボースター～』                                                              |                                                             |
| 09月21日                                                    | MONA新浦安                                                  | 『掴めNo.1！～輝けレインボースター～』                                                              |                                                             |
| 09月22日                                                    | イオンモール東久留米                                        | 『掴めNo.1！～輝けレインボースター～』                                                              |                                                             |
| 09月23日                                                    | トレッサ横浜                                                | 『掴めNo.1！～輝けレインボースター～』                                                              |                                                             |
| 09月27日                                                    | polygon青山                                                 | 『SECRET GUYZ 4th single発売記念『掴めNo.1～輝けレインボースター～』                                |                                                             |
| 10月03日                                                    | けやきウォーク前橋                                          | 『掴めNo.1！～輝けレインボースター～』                                                              |                                                             |
| 10月04日                                                    | イオンマリンピア                                            | 『掴めNo.1！～輝けレインボースター～』                                                              |                                                             |
| 10月07日                                                    | 表参道GROUND                                                | 『SECRET GUYZ 4th single発売記念『掴めNo.1～輝けレインボースター～』発売当日トークイベント』        |                                                             |
| 10月10日                                                    | ららぽーと柏の葉                                            | 『掴めNo.1！～輝けレインボースター～』                                                              |                                                             |
| 10月11日                                                    | サンストリート亀戸                                          | 『掴めNo.1！～輝けレインボースター～』                                                              |                                                             |
| 10月12日                                                    | ニコニコ本社 B2F イベントスペース                           | SECRET GUYZ 4thシングル「SKY MARCH」発売記念イベント『1部＆２部ミニライブ』＆『ニコラジゲスト出演』 |                                                             |

| 5th Single「私のカレーは世界一」発売記念フリーライブツアー | 5th Single「私のカレーは世界一」発売記念フリーライブツアー        | 5th Single「私のカレーは世界一」発売記念フリーライブツアー                                                   | 5th Single「私のカレーは世界一」発売記念フリーライブツアー |
| 公演日                                                     | 会場                                                              | 備考 |                                                            |
| 2016年                                                     | 2016年                                                            | 2016年 |                                                            |
| ---------------------------------------------------------- | ----------------------------------------------------------------- | --- | ---------------------------------------------------------- |
| 03月06日                                                   | 川崎チッタ ラチッタデッラ タワーレコード川崎店内イベントスペース  | 『カレーキャラバン～SECRET GUYZと旅するカレー～』                                                            |                                                            |
| 03月12日                                                   | ヨドバシ吉祥寺 タワーレコード吉祥寺店店内スペース                 | 『カレーキャラバン～SECRET GUYZと旅するカレー～』                                                            |                                                            |
| 3月13日                                                    | アリオ北砂 1Fリーフコート                                         | 『カレーキャラバン～SECRET GUYZと旅するカレー～』                                                            |                                                            |
| 03月19日                                                   | サンストリート亀戸 マーケット広場                                 | 『カレーキャラバン～SECRET GUYZと旅するカレー～』                                                            |                                                            |
| 03月20日                                                   | コクーンシティ コクーン２ コクーンひろば                          | 『カレーキャラバン～SECRET GUYZと旅するカレー～』                                                            |                                                            |
| 03月21日                                                   | アリオ橋本 1階アクアガーデン                                      | 『カレーキャラバン～SECRET GUYZと旅するカレー～』                                                            |                                                            |
| 03月27日                                                   | イオンモール与野 急遽会場側の都合により実施を中止                 | 『カレーキャラバン～SECRET GUYZと旅するカレー～』                                                            |                                                            |
| 04月02日                                                   | けやきウォーク前橋 1Fけやきコート                                 | 『カレーキャラバン～SECRET GUYZと旅するカレー～』                                                            |                                                            |
| 04月03日                                                   | トレッサ横浜 南棟1Fイベント広場                                   | 『カレーキャラバン～SECRET GUYZと旅するカレー～』                                                            |                                                            |
| 04月09日                                                   | イオンモール浜松市野 1Fシンフォニーコート                         | 『カレーキャラバン～SECRET GUYZと旅するカレー～』                                                            |                                                            |
| 04月10日                                                   | ららぽーと新三郷 本館1Fスカイガーデンステージ                     | 『カレーキャラバン～SECRET GUYZと旅するカレー～』                                                            |                                                            |
| 04月16日                                                   | ららぽーと富士見 屋外広場                                         | 『カレーキャラバン～SECRET GUYZと旅するカレー～』                                                            |                                                            |
| 04月17日                                                   | ららぽーと海老名 4Fバンダレコードららぽーと海老名店店内スペース   | 『カレーキャラバン～SECRET GUYZと旅するカレー～』                                                            |                                                            |
| 04月23日                                                   | イオンモールむさし村山 1Fサウスコート                             | 『カレーキャラバン～SECRET GUYZと旅するカレー～』                                                            |                                                            |
| 04月24日                                                   | ららぽーと柏の葉 本館2Fセンタープラザ                             | 『カレーキャラバン～SECRET GUYZと旅するカレー～』                                                            |                                                            |
| 04月30日                                                   | ららぽーと横浜 1Fセントラルガーデン                               | 『カレーキャラバン～SECRET GUYZと旅するカレー～』                                                            |                                                            |
| 05月01日                                                   | たまプラーザテラス ゲートプラザ 1Fフェスティバルコート            | 『カレーキャラバン～SECRET GUYZと旅するカレー～』                                                            |                                                            |
| 05月03日                                                   | イオンモール東久留米 イオンリカー売り場前                         | 『カレーキャラバン～SECRET GUYZと旅するカレー～』                                                            |                                                            |
| 05月05日                                                   | 京王八王子ショッピングセンター タワーレコード八王子店店内スペース | 『カレーキャラバン～SECRET GUYZと旅するカレー～』                                                            |                                                            |
| 05月06日                                                   | ニコニコ本社 B2F イベントスペース                                 | SECRET GUYZ 5thシングル「私のカレーは世界一」発売記念イベント『1部＆２部ミニライブ』＆『ニコラジゲスト出演』 |                                                            |
| 05月14日                                                   | イオンモール北戸田 1Fセントラルコート                             | 『カレーキャラバン～SECRET GUYZと旅するカレー～』                                                            |                                                            |
| 05月15日                                                   | タワーレコード横浜ビブレ店内イベントスペース                      | 『カレーキャラバン～SECRET GUYZと旅するカレー～』                                                            |                                                            |
| 05月18日                                                   | タワーレコード渋谷店 B1 CUTUP STUDIO                              | 『カレーキャラバン～SECRET GUYZと旅するカレー～』                                                            |                                                            |
| 05月20日                                                   | CARATO71                                                          | 『一昨日からお会いしましょう』                                                                               |                                                            |
| 05月21日                                                   | ららぽーと豊洲 シーサイドデッキメインステージ                     | 『カレーキャラバン～SECRET GUYZと旅するカレー～』                                                            |                                                            |
| 05月22日                                                   | 渋谷モディ内 HMV&BOOKS TOKYO 7Fイベントスペース                   | 『カレーキャラバン～SECRET GUYZと旅するカレー～』                                                            |                                                            |

| 6th Single「OH,MY GiRL！？～夏をあきらめて。冷やし中華終わりました。～」発売記念フリーライブツアー | 6th Single「OH,MY GiRL！？～夏をあきらめて。冷やし中華終わりました。～」発売記念フリーライブツアー | 6th Single「OH,MY GiRL！？～夏をあきらめて。冷やし中華終わりました。～」発売記念フリーライブツアー | 6th Single「OH,MY GiRL！？～夏をあきらめて。冷やし中華終わりました。～」発売記念フリーライブツアー |
| 公演日                                                                                             | 会場                                                                                               | 備考                                                                                               | |
| 2016年                                                                                             | 2016年                                                                                             | 2016年                                                                                             | |
| -------------------------------------------------------------------------------------------------- | -------------------------------------------------------------------------------------------------- | -------------------------------------------------------------------------------------------------- | -------------------------------------------------------------------------------------------------- |
| 09月11日                                                                                           | ららぽーと新三郷 1Fスカイガーデン                                                                  | 『あきらめた夏～今年もフェスに出れなくて～』                                                       | |
| 09月18日                                                                                           | エアポートウォーク名古屋 3Fイベントステージ                                                        | 『あきらめた夏～今年もフェスに出れなくて～』                                                       | |
| 09月19日                                                                                           | 東武百貨店池袋店8F 屋上「スカイデッキ」                                                            | 『あきらめた夏～今年もフェスに出れなくて～』                                                       | |
| 09月22日                                                                                           | 渋谷モディ内 HMV&BOOKS TOKYO 7F イベントスペース                                                   | 『あきらめた夏～今年もフェスに出れなくて～』                                                       | |
| 09月24日                                                                                           | 大宮アルシェ 1Fイベントステージ                                                                    | 『あきらめた夏～今年もフェスに出れなくて～』                                                       | |
| 09月25日                                                                                           | モリタウン昭島 東館1F 光の広場                                                                     | 『あきらめた夏～今年もフェスに出れなくて～』                                                       | |
| 10月01日                                                                                           | ららぽーと立川立飛 2Fイベント広場                                                                  | 『あきらめた夏～今年もフェスに出れなくて～』                                                       | |
| 10月09日                                                                                           | ソフマップなんばザウルス1                                                                          | 『あきらめた夏～今年もフェスに出れなくて～』                                                       | |
| 10月10日                                                                                           | ららぽーと横浜 1Fセントラルガーデン                                                                | 『あきらめた夏～今年もフェスに出れなくて～』                                                       | |
| 10月16日                                                                                           | 川崎チッタ ラチッタデッラ タワーレコード川崎店内イベントスペース                                   | 『あきらめた夏～今年もフェスに出れなくて～』                                                       | |
| 10月29日                                                                                           | HMVエソラ池袋店内イベントスペース                                                                  | 『あきらめた夏～今年もフェスに出れなくて～』                                                       | |
| 10月30日                                                                                           | 上尾ショーサンプラザ センターコート                                                                | 『あきらめた夏～今年もフェスに出れなくて～』                                                       | |
| 11月03日                                                                                           | イトーヨーカドー錦町店 正面入口イベントスペース                                                    | 『あきらめた夏～今年もフェスに出れなくて～』                                                       | |
| 11月05日                                                                                           | HMV&BOOKS HAKATA                                                                                   | 『あきらめた夏～今年もフェスに出れなくて～』                                                       | |
| 11月12日                                                                                           | イオンモール幕張新都心 アクティブモール1F SPORTS AUTHORITY コート                                  | 『あきらめた夏～今年もフェスに出れなくて～』                                                       | |
| 11月13日                                                                                           | アリオ橋本 1Fグランドガーデン                                                                      | 『あきらめた夏～今年もフェスに出れなくて～』                                                       | |
| 11月20日                                                                                           | タワーレコード横浜ビブレ店 店内イベントスペース                                                    | 『あきらめた夏～今年もフェスに出れなくて～』                                                       | |
| 11月23日                                                                                           | イオンモール北戸田 1Fセントラルコート                                                              | 『あきらめた夏～今年もフェスに出れなくて～』                                                       | |
| 11月26日                                                                                           | アリオ川口 センターコート                                                                          | 『あきらめた夏～今年もフェスに出れなくて～』                                                       | |
| 11月27日                                                                                           | タワーレコード錦糸町 店内イベントスペース                                                          | 『あきらめた夏～今年もフェスに出れなくて～』                                                       | |
| 11月30日                                                                                           | 渋谷モディ内 HMV&BOOKS TOKYO 7F イベントスペース                                                   | 『あきらめた夏～今年もフェスに出れなくて～』                                                       | |
| 12月02日                                                                                           | タワーレコード渋谷店８F SpaceHACHIKAI                                                              | 『あきらめた夏～今年もフェスに出れなくて～』                                                       | |
| 12月03日                                                                                           | タワーレコード新宿店7Fイベントスペース                                                             | 『あきらめた夏～今年もフェスに出れなくて～』                                                       | |
| 12月04日                                                                                           | ららぽーと豊洲 シーサイドデッキ メインステージ                                                     | 『あきらめた夏～今年もフェスに出れなくて～』                                                       | |

| 7th Single「悩めるヒーロー」発売記念リリースイベント | 7th Single「悩めるヒーロー」発売記念リリースイベント   | 7th Single「悩めるヒーロー」発売記念リリースイベント | 7th Single「悩めるヒーロー」発売記念リリースイベント |
| 公演日                                               | 会場                                                   | 備考                                                 |                                                      |
| 2017年                                               | 2017年                                                 | 2017年                                               |                                                      |
| ---------------------------------------------------- | ------------------------------------------------------ | ---------------------------------------------------- | ---------------------------------------------------- |
| 03月18日                                             | ららぽーと柏の葉 本館2Fセンタープラザ                  | 「悩めるヒーロー ～こいこいらりぃする？～」          |                                                      |
| 03月19日                                             | 宇都宮PARCO 1F下之宮広場                               | 「悩めるヒーロー ～こいこいらりぃする？～」          |                                                      |
| 03月20日                                             | タワーレコード渋谷 9F SKYGARDEN                        | 「悩めるヒーロー ～こいこいらりぃする？～」          |                                                      |
| 03月25日                                             | アリオ橋本 1Fグランドガーデン                          | 「悩めるヒーロー ～こいこいらりぃする？～」          |                                                      |
| 03月26日                                             | ららぽーと富士見 1F屋外広場                            | 「悩めるヒーロー ～こいこいらりぃする？～」          |                                                      |
| 04月01日                                             | 流山おおたかの森S・C 本館1F 正面入り口（ケヤキ前）広場 | 「悩めるヒーロー ～こいこいらりぃする？～」          |                                                      |
| 04月02日                                             | ららぽーと新三郷 1Fスカイガーデン                      | 「悩めるヒーロー ～こいこいらりぃする？～」          |                                                      |
| 04月08日                                             | モリタウン昭島 MOVIX前ガーデンステージ                 | 「悩めるヒーロー ～こいこいらりぃする？～」          |                                                      |
| 04月09日                                             | ららぽーと海老名店 4F バンダレコード店内特設ステージ   | 「悩めるヒーロー ～こいこいらりぃする？～」          |                                                      |
| 04月15日                                             | トレッサ横浜 南棟1Fイベント広場                        | 「悩めるヒーロー ～こいこいらりぃする？～」          |                                                      |
| 04月16日                                             | エアポートウォーク名古屋 3Fイベントスペース            | 「悩めるヒーロー ～こいこいらりぃする？～」          |                                                      |
| 04月22日                                             | あべのキューズモール 3Fスカイコート                    | 「悩めるヒーロー ～こいこいらりぃする？～」          |                                                      |
| 04月23日                                             | イオンモール名取 1Fイーストウィング                    | 「悩めるヒーロー ～こいこいらりぃする？～」          |                                                      |
| 05月04日                                             | イオンモールつくば 1Fセントラルガーデン                | 「悩めるヒーロー ～こいこいらりぃする？～」          |                                                      |
| 05月05日                                             | ららぽーと新三郷 1Fスカイガーデン                      | 「悩めるヒーロー ～こいこいらりぃする？～」          |                                                      |
| 05月06日                                             | HMV&BOOKS TOKYO 7Fイベントスペース                     | 「悩めるヒーロー ～こいこいらりぃする？～」          |                                                      |
| 05月14日                                             | HMV&BOOKS TOKYO 7Fイベントスペース                     | 「悩めるヒーロー ～こいこいらりぃする？～」          |                                                      |
| 05月15日                                             | HMVエソラ池袋店内イベントスペース                      | 「悩めるヒーロー ～こいこいらりぃする？～」          |                                                      |
| 05月16日                                             | HMV&BOOKS TOKYO 7Fイベントスペース                     | 「悩めるヒーロー ～こいこいらりぃする？～」          |                                                      |
| 05月17日                                             | ららぽーと豊洲 シーサイドデッキ メインステージ         | 「悩めるヒーロー ～こいこいらりぃする？～」          |                                                      |
| 05月18日                                             | タワーレコード新宿店 7Fイベントスペース                | 「悩めるヒーロー ～こいこいらりぃする？～」          |                                                      |

| 8th Single「TRANS MAGICIAN」発売記念リリースイベント | 8th Single「TRANS MAGICIAN」発売記念リリースイベント | 8th Single「TRANS MAGICIAN」発売記念リリースイベント | 8th Single「TRANS MAGICIAN」発売記念リリースイベント |
| 公演日                                               | 会場                                                 | 備考                                                 |                                                      |
| 2017年                                               | 2017年                                               | 2017年                                               |                                                      |
| ---------------------------------------------------- | ---------------------------------------------------- | ---------------------------------------------------- | ---------------------------------------------------- |
| 10月06日                                             | もりのみやキューズモールBASE                         | 「TRANS MAGICIAN〜男♂と女♀のLOVE GAME」              |                                                      |
| 10月07日                                             | タワーレコード京都                                   | 「TRANS MAGICIAN〜男♂と女♀のLOVE GAME」              |                                                      |
| 10月08日                                             | イオンモール大高 3Fヴィレッジヴァンガード店舗前      | 「TRANS MAGICIAN〜男♂と女♀のLOVE GAME」              |                                                      |
| 10月09日                                             | 静岡PARCO                                            | 「TRANS MAGICIAN〜男♂と女♀のLOVE GAME」              |                                                      |
| 10月14日                                             | モリタウン昭島 MOVIX前ガーデンステージ               | 「TRANS MAGICIAN〜男♂と女♀のLOVE GAME」              |                                                      |
| 10月15日                                             | ららぽーと海老名                                     | 「TRANS MAGICIAN〜男♂と女♀のLOVE GAME」              |                                                      |
| 10月21日                                             | ららぽーと新三郷 1Fスカイガーデン                    | 「TRANS MAGICIAN〜男♂と女♀のLOVE GAME」              |                                                      |
| 10月22日                                             | コクーンシティさいたま新都心                         | 「TRANS MAGICIAN〜男♂と女♀のLOVE GAME」              |                                                      |
| 10月29日                                             | タワーレコード錦糸町店                               | 「TRANS MAGICIAN〜男♂と女♀のLOVE GAME」              |                                                      |
| 11月03日                                             | 横浜VIVRE                                            | 「TRANS MAGICIAN〜男♂と女♀のLOVE GAME」              |                                                      |
| 11月04日                                             | エソラ池袋                                           | 「TRANS MAGICIAN〜男♂と女♀のLOVE GAME」              |                                                      |
| 11月05日                                             | アリオ橋本 グランドガーデン                          | 「TRANS MAGICIAN〜男♂と女♀のLOVE GAME」              |                                                      |
| 11月06日                                             | HMV record shop新宿ALTA店                            | 「TRANS MAGICIAN〜男♂と女♀のLOVE GAME」              |                                                      |
| 11月07日                                             | 東京スカイツリータウン ソラマチ ツリービレッジ       | 「TRANS MAGICIAN〜男♂と女♀のLOVE GAME」              |                                                      |
| 11月08日                                             | ニコニコ本社                                         | 「TRANS MAGICIAN〜男♂と女♀のLOVE GAME」              |                                                      |
| 11月09日                                             | ヴィレッジヴァンガード渋谷本店                       | 「TRANS MAGICIAN〜男♂と女♀のLOVE GAME」              |                                                      |
| 11月10日                                             | 新星堂 池袋サンシャインシティALTA店                  | 「TRANS MAGICIAN〜男♂と女♀のLOVE GAME」              |                                                      |
| 11月11日                                             | 新宿マルイメン屋上                                   | 「TRANS MAGICIAN〜男♂と女♀のLOVE GAME」              |                                                      |
| 11月12日                                             | タワーレコード新宿店                                 | 「TRANS MAGICIAN〜男♂と女♀のLOVE GAME」              |                                                      |